# Mark O’Connell (Bischof)

Bischofswappen von Mark William O’Connell

Mark William O’Connell (* 25. Juni 1964 in Scarborough, Ontario, Kanada) ist ein kanadischer Geistlicher und römisch-katholischer Weihbischof in Boston.

## Leben
Mark O’Connell besuchte die Dover-Sherborn Regional High School in Dover, Massachusetts. Von 1982 bis 1986 studierte er Philosophie am Boston College und von 1986 bis 1990 Katholische Theologie am Priesterseminar in Brighton. O’Connell empfing am 16. Juni 1990 durch Bernard Francis Kardinal Law das Sakrament der Priesterweihe für das Erzbistum Boston.
Von 1990 bis 1995 war Mark O’Connell Pfarrvikar der Saint Barbara Parish in Woburn und von 1995 bis 1997 in der Saint Mary of the Annunciation Parish in Danvers. Anschließend wurde er Kaplan am Salem State College in Salem. 1997 wurde O’Connell für weiterführende Studien nach Rom an die Päpstliche Universität Santa Croce entsandt, wo er 1999 das Lizenziat im Fach Kirchenrecht erwarb und 2002 promoviert wurde. Von 2001 bis 2007 war Mark O’Connell Assistent des Moderators der erzbischöflichen Kurie für kirchenrechtliche Angelegenheiten und Vizeoffizial. 2007 wurde er Offizial und Vize-Kanzler des Erzbistums Boston. Seit 2006 lehrte Mark O’Connell zudem Kirchenrecht am Priesterseminar Saint John.
Am 3. Juni 2016 ernannte ihn Papst Franziskus zum Titularbischof von Gigthi und zum Weihbischof in Boston. Die Bischofsweihe spendete ihm und dem mit ihm ernannten Robert Reed der Erzbischof von Boston, Seán Patrick Kardinal O’Malley OFMCap, am 24. August 2016 desselben Jahres. Mitkonsekratoren waren die Bostoner Weihbischöfe Walter Edyvean und Peter Uglietto.